# Osiedle św. Jana-Murowianka

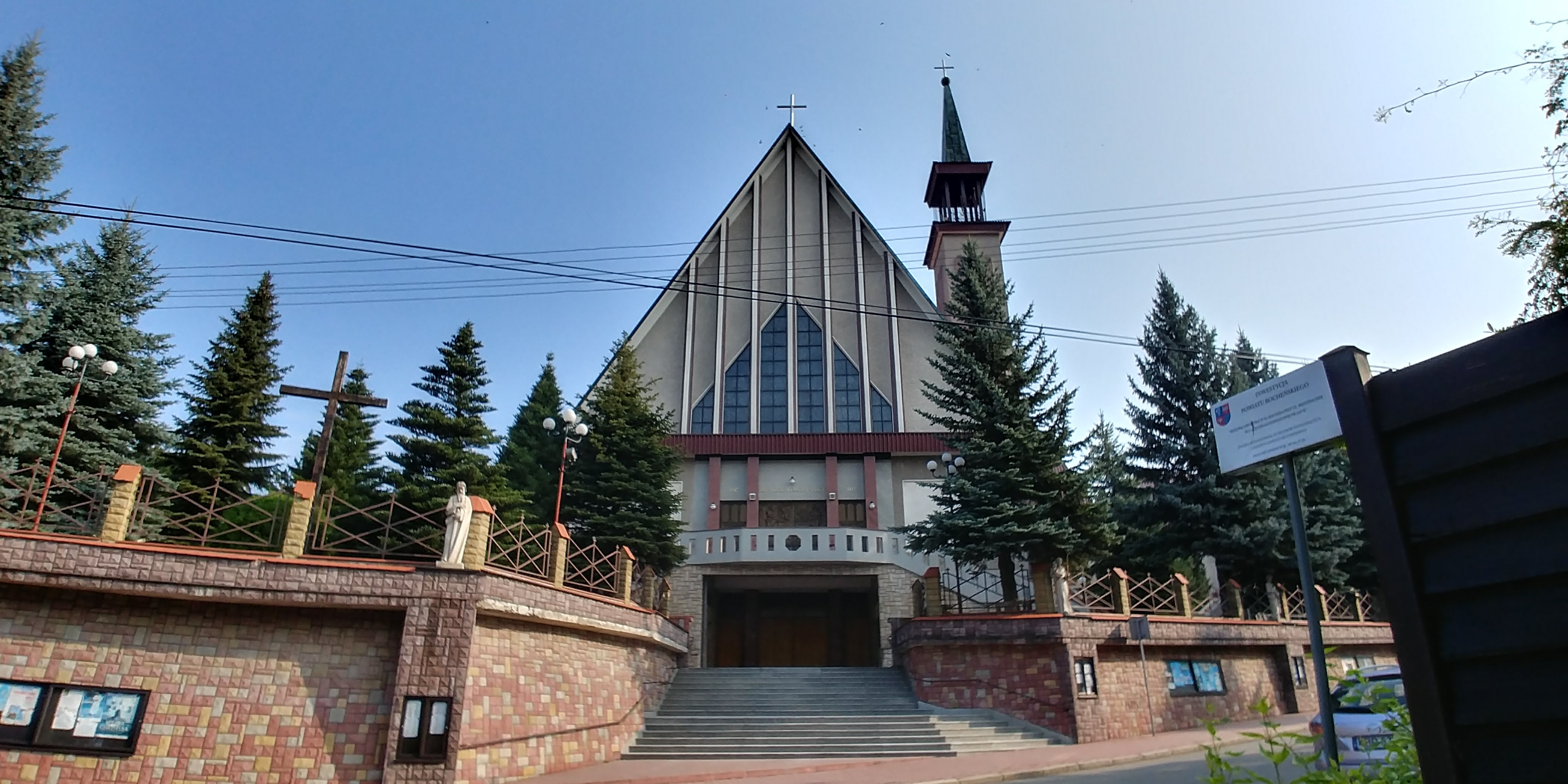
Kościół św. Jana Nepomucena

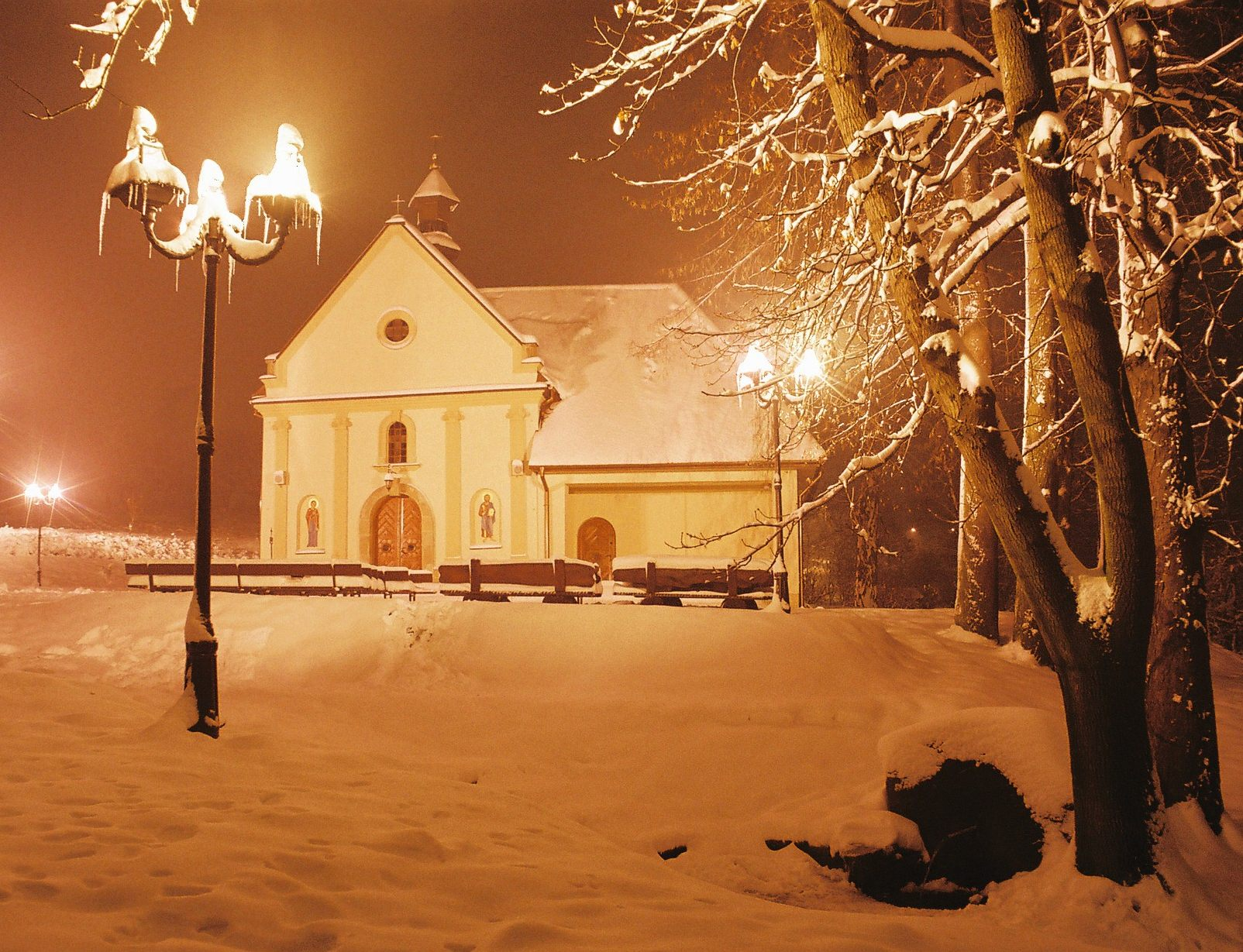
Kapliczka na Murowiance

Osiedle św. Jana-Murowianka – osiedle Bochni położone w centralno-wschodniej części miasta. Jest jedną z 14 jednostek pomocniczych Bochni.

## Położenie
Osiedle położone jest w centralno-wschodniej części miasta i sąsiaduje z następującymi osiedlami:
- od północy: Krzęczków-Łychów
- od południa: Kurów
- od wschodu: Krzęczków-Łychów, Kurów
- od zachodu: Śródmieście-Campi, Uzbornia.

## Charakterystyka
Znajduje się tutaj osiedle mieszkaniowe wybudowane w latach 70. oraz domy jednorodzinne, z zabudową typową dla przedmieścia. Wierni kościoła rzymskokatolickiego podlegają Parafii św. Jana

## Kaplica Matki Boskiej Anielskiej na Murowiance[3]
Kaplicę wzniesiono w latach 1854-1856. W 1892 znacznie ją powiększono i umieszczono na ołtarzu kopię rzeźby Matki Boskiej z Dzieciątkiem. Obecnie rzeźba znajduje się w parafii św. Jana. Obok kapliczki mieści się również źródełko z krystalicznie czystą wodą.
Legenda głosi, że nazwa miejsca i potoku pochodzi od murowanej świątyni, która miała się tu niegdyś znajdować. Podobno kościół zniszczyli Tatarzy, a w miejscu, w którym stała chrzcielnica wytrysnęło źródełko.

## Komunikacja
Przebiegają tędy linie autobusowe BZK o numerze 3 oraz RPK o numerze: 3.